# Gmina Goleszów
Die Gmina Goleszów ist eine Landgemeinde im Powiat Cieszyński der Woiwodschaft Schlesien in Polen. Ihr Sitz ist das gleichnamige Dorf (deutsch Golleschau) mit etwa 4050 Einwohnern.
Die Gemeinde gehört zur Euroregion Teschener Schlesien.

## Geographie
Die Gemeinde liegt im Süden der Woiwodschaft und grenzt im Westen an Tschechien. Bielsko-Biała liegt etwa 20 Kilometer nordöstlich, Katowice 65 Kilometer nördlich. Nachbargemeinden sind Cieszyn, Dębowiec, Skoczów und Ustroń.
Die Landschaft gehört zum Schlesischen Vorgebirge (Pogórze Śląskie).

## Geschichte
Die Landgemeinde kam 1950 von der ehemaligen Woiwodschaft Schlesien zur Woiwodschaft Katowice größeren Zuschnitts. Von 1954 bis 1973 wurde die Gemeinde in verschiedene Gromadas aufgelöst. Im Jahr 1975 kam die Landgemeinde zur Woiwodschaft Bielsko-Biała, der Powiat wurde aufgelöst. Zum 1. Januar 1999 kam sie zur Woiwodschaft Schlesien und wieder zum Powiat Cieszyński.

## Gliederung

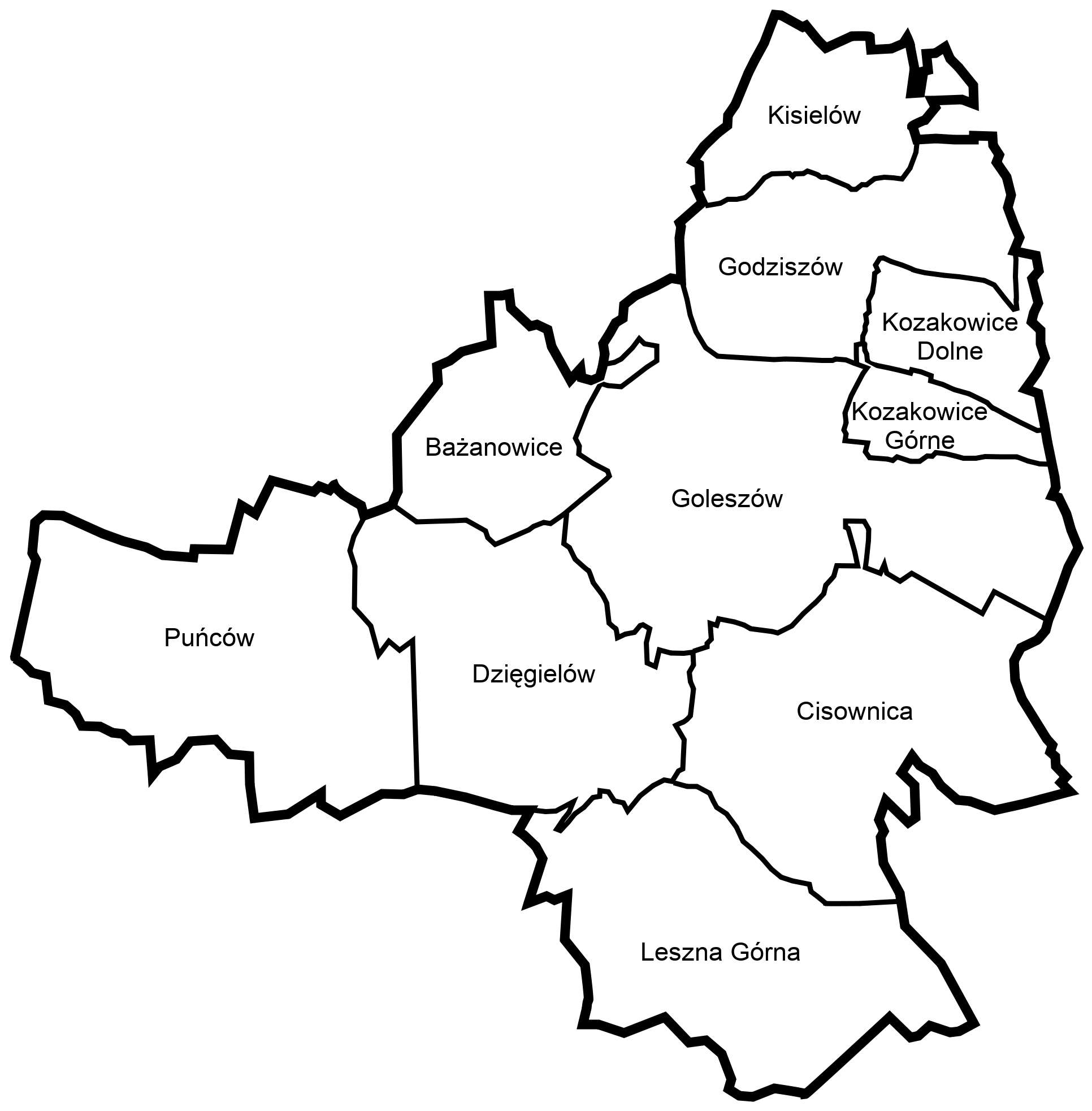
Lage der Dörfer

Zur Landgemeinde (gmina wiejska) Goleszów gehören zehn Dörfer mit elf Schulzenämtern (sołectwa; deutsche Ortsnamen):
- Bażanowice (Bazanowitz)
- Cisownica (Zeislowitz)
- Dzięgielów (Dzingelau)
- Godziszów (Godischau)
- Goleszów (Golleschau)
  - Goleszów Dolny (Golleschau 1)
  - Goleszów Górny (Golleschau 2)
  - Goleszów Równia (Golleschau 3)
- Kisielów (Kiselau)
- Kozakowice Dolne (Nieder Kozakowitz)
- Kozakowice Górne (Ober Kozakowitz)
  - Kozakowice (gemeinsames Schulzenamt)
- Leszna Górna (Ober Lischna)
- Puńców (Punzau)

## Politik

### Gemeindevorsteher
An der Spitze der Verwaltung steht die Gemeindevorsteherin. Seit 2018 ist dies Sylwia Cieślar, die damals Krzysztof Glajcar ablöste. Sie gehört der Platforma Obywatelska an, kandidiert aber für ihr eigenes Wahlkomitee. Bei der turnusmäßigen Wahl 2024 wurde Amtsinhaberin Cieślar mit 89,1 % der Stimmen ohne Gegenkandidaten wiedergewählt.
Bei der turnusmäßigen Wahl 2018 wurde folgendes Ergebnis ermittelt:
- Sylwia Cieślar (Wahlkomitee Sylwia Cieślar) 67,4 % der Stimmen
- Krzysztof Glajcar (Wahlkomitee „Gemeinsam für die Gemeinde Goleszów“) 32,6 % der Stimmen

Damit wurde Sylwia Cieślar bereits im ersten Wahlgang zur neuen Gemeindevorsteherin gewählt.

### Gemeinderat
Der Gemeinderat von Goleszów besteht aus 15 Mitgliedern, die in Einpersonenwahlkreisen direkt gewählt werden. Die Wahl 2024 führte zu folgendem Ergebnis:
- Wahlkomitee Sylwia Cieślar 44,4 % der Stimmen, 11 Sitze
- Wahlkomitee „Erinnerung an Cisownica“ 24,7 % der Stimmen, 2 Sitze
- Wählervereinigung „Parteilose lokale Verwaltung“ 19,1 % der Stimmen, 2 Sitze
- Wahlkomitee Wojciech Hławicki 9,8 % der Stimmen, kein Sitz
- Übrige 2,0 % der Stimmen, kein Sitz

Die Wahl 2018 führte zu folgendem Ergebnis:
- Wahlkomitee Sylwia Cieślar 58,5 % der Stimmen, 12 Sitze
- Wahlkomitee „Gemeinsam für die Gemeinde Goleszów“ 35,4 % der Stimmen, 2 Sitze
- Wahlkomitee Wojciech Hławicki 3,2 % der Stimmen, 1 Sitz
- Wahlkomitee Tomasz Kruszy 3,0 % der Stimmen, kein Sitz